# Déjà Vu Live
Déjà Vu Live es un álbum en directo del grupo Crosby, Stills, Nash & Young, publicado por la compañía discográfica Reprise Records en julio de 2008. El álbum, el primero con la colaboración del músico canadiense Neil Young en nueve años, fue grabado durante la gira Freedom of Speech Tour '06 en apoyo del álbum Living with War. Alcanzó el puesto 153 en la lista estadounidense Billboard 200. 

## Contenido
En 2006, Neil Young publicó Living with War, un álbum crítico con la política exterior de George W. Bush, especialmente en lo referente a la invasión de Irak. En lugar de salir de gira en solitario o con otra banda de apoyo, Young decidió invitar a Crosby, Stills & Nash para que se unieran a él. La gira, bajo el nombre de Freedom of Speech Tour '06, fue documentada en el largometraje CSNY Déjà Vu y en un álbum en directo, Déjà Vu Live, que sirve como banda sonora del filme. Todas las canciones de Young en Déjà Vu Live derivan del álbum Livign with War, con tres versiones distintas del tema «Living with War», mientras que todas las canciones de David Crosby, Stephen Stills y Graham Nash son anteriores a 1971.

## Recepción
Tras su publicación, Déjà Vu Live obtuvo críticas mixtas de la prensa musical. Mark Kemp, en su crónica para la revista Rolling Stone, destacó las canciones de Neil Young, procedentes de Living with War, y escribió: «Los grandes éxitos de esta banda sonora para CSNY Déjà Vu, la película de Young sobre la gira de 2006 Freedom of Speech Tour, llega después de que Young cante "Let's Impeach the President" ante un público en Atlanta que de repente se divide como el Congreso, aplaudiendo y abucheando por igual. Las interpretaciones prueban que el material de Living with War, una acusación contra el régimen de George W. Bush, no estaba solo dirigida a los conversos». En Allmusic, Stephen Thomas Erlewine comentó: «CSNY terminan con un álbum en directo que tiene un poco de resonancia, ya que cuando se contrasta con el largirucho e inquieto 4 Way Street, es difícil no estar un poco emocionado y maravillado con el modo en que los miembros del grupo se sienten aquí confortables, especialmente considerado su tortuosa historia. Esto termina siendo la impresión generada por Déjà Vu Live, ya que a pesar de la lista de canciones, parece curiosamente aislado. Pudo haber controversia en la gira, documentada en la película de Young, pero no se siente comprometido con la cultura en general, lo que podría ser un efecto secundario de la luxación digital del siglo XXI, o podría ser una señal de que CSNY están envejeciendo y simplemente no remueven las cosas de la manera en que lo hacían entonces».

## Lista de canciones
| N.º | Título                        | Escritor(es)                               | Duración |  |
| 1.  | «What Are Their Names?»       | David Crosby                               | 2:28     |  |
| 2.  | «Living with War»             | Neil Young                                 | 3:25     |  |
| 3.  | «After the Garden»            | Neil Young                                 | 3:41     |  |
| 4.  | «Military Madness»            | Graham Nash                                | 4:02     |  |
| 5.  | «Let's Impeach the President» | Neil Young                                 | 5:43     |  |
| 6.  | «Déjà Vu»                     | David Crosby                               | 7:15     |  |
| 7.  | «Shock and Awe»               | Neil Young                                 | 5:08     |  |
| 8.  | «Families»                    | Neil Young                                 | 2:58     |  |
| 9.  | «Wooden Ships»                | David Crosby, Paul Kantner, Stephen Stills | 8:18     |  |
| 10. | «Looking for a Leader»        | Neil Young                                 | 3:55     |  |
| 11. | «For What It's Worth»         | Stephen Stills                             | 4:50     |  |
| 12. | «Living with War»             | Neil Young                                 | 5:24     |  |
| 13. | «Roger and Out»               | Neil Young                                 | 3:55     |  |
| 14. | «Find the Cost of Freedom»    | Stephen Stills                             | 3:55     |  |
| 15. | «Teach Your Children»         | Graham Nash                                | 3:20     |  |
| 16. | «Living with War»             | Neil Young                                 | 3:01     |  |

## Personal
- David Crosby: voz y guitarra
- Stephen Stills: voz, guitarra y teclados
- Graham Nash: voz, guitarra rítmica y piano
- Neil Young: voz, guitarra y piano
- Ben Keith: pedal steel guitar
- Spooner Oldham: teclados
- Rick Rosas: bajo
- Chad Cromwell: batería
- Tom Bray: trompeta

## Posición en listas
| País           | Lista                      | Posición |
| -------------- | -------------------------- | -------- |
| Alemania       | Media Control Top-50 Chart | 42       |
| Estados Unidos | Billboard 200              | 153      |
| Francia        | SNEP Albums Chart          | 192      |
| Países Bajos   | Mega Album Top 100         | 48       |